# دن هارل
دن هارل (انگلیسی: Dan Harel؛ زادهٔ ۱۹۵۵) سیاست‌مدار و سرلشکر بازنشسته نیروهای دفاعی اسرائیل است، که در فاصله سال‌های ۲۰۰۷ تا ۲۰۰۹ به‌عنوان جانشین رئیس ستاد کل نیروهای دفاعی اسرائیل فعالیت می‌کرد. وی از ۲۰۱۱ تا ۲۰۱۲ وزیر حمل و نقل اسرائیل بود.
هارل فعالیت نظامی را از سال ۱۹۷۴ در نیروی هوایی اسرائیل آغاز کرد، سپس به نیروی زمینی اسرائیل منتقل شد و فعالیت خود را در سپاه توپخانه اسرائیل ادامه داد و مراتب فرماندهی را از فرمانده گردان در جنگ ۱۹۸۲ لبنان آغاز کرد.
وی از ۱۹۹۳ تا ۱۹۹۵ معاون رئیس اداره عملیات ستاد کل بود، در فاصله سال‌های ۱۹۹۵ تا ۱۹۹۷ به‌عنوان دستیار نظامی وزیر دفاع فعالیت می‌کرد و از ۱۹۹۷ تا ۱۹۹۸ فرماندهی لشکر ۱۶۲ زرهی هاپلادا را برعهده داشت.
او از ۱۹۹۸ تا ۲۰۰۰ فرمانده سپاه توپخانه اسرائیل بود، از ۲۰۰۰ تا ۲۰۰۳ به‌عنوان رئیس اداره عملیات نیروهای دفاعی اسرائیل فعالیت می‌کرد، در فاصله سال‌های ۲۰۰۳ تا ۲۰۰۶ فرماندهی جنوبی اسرائیل را برعهده داشت، از ۲۰۰۶ تا ۲۰۰۷ وابسته نظامی اسرائیل در آمریکا بود و از ۲۰۱۳ تا ۲۰۱۶ به‌عنوان مدیرکل وزارت دفاع اسرائیل فعالیت می‌کرد.

## زندگی‌نامه
هارل در سال ۱۹۵۵ در حیفا زاده شد. وی دوران نظامی را از سال ۱۹۷۴ در مدرسه پرواز نیروی هوایی اسرائیل آغاز کرد، با این حال، در سال ۱۹۷۶ به سپاه توپخانه اسرائیل منتقل شد. هارل با پیشرفت در سلسله مراتب فرماندهی، در جنگ لبنان در سال ۱۹۸۲ به عنوان فرمانده گردان شرکت کرد. او در سال ۱۹۹۳ سپاه توپخانه را ترک کرد تا معاون رئیس اداره عملیات ستاد کل شود، اما در سال ۱۹۹۵ به جایگاه فرماندهی میدانی بازگشت. سپس به ترتیب به عنوان دستیار نظامی وزیر دفاع در سال ۱۹۹۸، فرمانده لشکر زرهی در سال ۲۰۰۰ و رئیس اداره عملیات در سال ۲۰۰۱ خدمت کرد. در این مدت، هارل در دوره افسران توپخانه پیشرفته ایالات متحده و دوره فرماندهان تیپ ارتش اسرائیل شرکت کرد و همچنین مدرک لیسانس علوم سیاسی را از دانشگاه حیفا دریافت کرد.
وی بعداً به عنوان فرمانده ستاد فرماندهی جنوبی اسرائیل منصوب شد، سمتی که از سال ۲۰۰۳ تا ۲۰۰۶ در اختیار داشت. در این سمت، او نه تنها اقدامات ضد تروریستی را اجرا کرد، بلکه فرمانده مسئول خروج اسرائیل از نوار غزه در تابستان ۲۰۰۵ نیز بود. این عقب‌نشینی عمدتاً بدون خشونت بود، اگرچه معترضان اسرائیلی در محله کفار داروم آخرین مقاومت خود را نشان دادند. در حالی که او تمایلی به انجام این عملیات نداشت، هارل این مأموریت را به عنوان "فرستاده دموکراسی اسرائیل" که خود را "فرستاده دموکراسی اسرائیل" توصیف می‌کرد، انجام داد. او بعداً موفقیت این مأموریت را به شرافت شهرک‌نشینان و خویشتنداری نیروهای دفاعی اسرائیل نسبت داد و اظهار داشت که اکنون "وحدت آغاز می‌شود". با این حال، با ادامه حملات موشکی و خمپاره‌ای از نوار غزه علیه اسرائیل، برخی از روزنامه‌های اسرائیلی شروع به انتقاد از او به دلیل عدم برنامه‌ریزی برای این پیامد پیش‌بینی‌شده کرده‌اند.
اگرچه انتظار می‌رفت که او پس از خروج از اسرائیل بازنشسته شود، اما هارل در ژانویه ۲۰۰۶ به عنوان وابسته دفاعی و همکاری دفاعی اسرائیل در واشنگتن منصوب شد و جایگزین سرلشکر آموس یادلین شد. در ۱ اکتبر ۲۰۰۷، او به عنوان معاون رئیس ستاد کل، جایگزین سرلشکر موشه کاپلینسکی شد. در سال ۲۰۱۱، هارل وزیر حمل و نقل اسرائیل بود. او در اکتبر ۲۰۱۲ استعفا داد.